# Кочерово (Смоленская область)
Кочерово — деревня в Новодугинском районе Смоленской области России. Входит в состав Днепровского сельского поселения. По состоянию на 2007 год постоянного населения не имеет. 
Расположена в северо-восточной части области в 25 км к западу от Новодугина, в 24 км западнее автодороги Р134 «Старая Смоленская дорога» Смоленск — Дорогобуж — Вязьма — Зубцов, на берегу реки Стрельня. В 27 км восточнее деревни расположена железнодорожная станция Новодугино на линии Вязьма — Ржев. 

## История
В годы Великой Отечественной войны деревня была оккупирована гитлеровскими войсками в октябре 1941 года, освобождена в марте 1943 года.